# Vragenlijsten psychologisch onderzoek
Een vragenlijst is een van de mogelijkheden voor psychologisch onderzoek. Het kan gaan om een zelfbeoordelingsvragenlijst of een vragenlijst die ter beoordeling wordt voorgelegd aan personen die betrokkene goed kennen. Net als bij psychologische testen, moeten ook vragenlijsten voldoen aan criteria van betrouwbaarheid en validiteit.